# شهرستان ترز-دو-بلنویل
شهرستان ترز-دو-بلنویل (به انگلیسی: Thérèse-De Blainville Regional County Municipality) یک منطقهٔ مسکونی در کانادا است که در ناحیه لورانتید واقع شده‌است. شهرستان ترز-دو-بلنویل ۲۱۱٫۹۰ کیلومتر مربع مساحت و ۱۵۴٬۱۴۴ نفر جمعیت دارد.